# AG2R La Mondiale/2017
Deze pagina geeft een overzicht van de AG2R La Mondiale-wielerploeg in 2017.

## Transfers
| Inkomend           | Team 2016                           | Uitgaand               | Team 2017       |
| ------------------ | ----------------------------------- | ---------------------- | --------------- |
| Oliver Naesen      | IAM Cycling                         | Maxime Daniel          | Fortuneo-Oscaro |
| Mathias Frank      | IAM Cycling                         | Guillaume Bonnafond    | Cofidis         |
| Sondre Holst Enger | IAM Cycling                         | Damien Gaudin          | Armée de Terre  |
| Alexandre Geniez   | FDJ                                 | Jean-Christophe Péraud | Gestopt         |
| Stijn Vandenbergh  | Etixx-Quick Step                    | Johan Vansummeren      | Gestopt         |
| Rudy Barbier       | Roubaix Lille Métropole             | Sébastien Minard       | Gestopt         |
| Julien Duval       | Armée de Terre                      | Jesse Sergent          | Gestopt         |
| Clément Chevrier   | IAM Cycling                         | Patrick Gretsch        | Gestopt         |
| Nans Peters        | Chambéry Cyclisme Formation & Stage | Sébastien Turgot       | Onbekend        |
| Benoît Cosnefroy   | Chambéry Cyclisme Formation & Stage | Blel Kadri             | Onbekend        |

## Renners
| Naam                         | Geboortedatum | Nationaliteit | Ploeg 2016                          |
| ---------------------------- | ------------- | ------------- | ----------------------------------- |
| Gediminas Bagdonas           | 26-12-1985    | Litouwen      |                                     |
| Jan Bakelants                | 14-02-1986    | België        |                                     |
| Rudy Barbier                 | 18-12-1992    | Frankrijk     | Roubaix Lille Métropole             |
| Romain Bardet                | 09-11-1990    | Frankrijk     |                                     |
| Julien Bérard                | 27-07-1987    | Frankrijk     |                                     |
| François Bidard              | 19-03-1992    | Frankrijk     |                                     |
| Mikaël Cherel                | 17-03-1986    | Frankrijk     |                                     |
| Clément Chevrier             | 29-06-1992    | Frankrijk     | IAM Cycling                         |
| Benoît Cosnefroy (van 01/08) | 17-10-1995    | Frankrijk     | Chambéry Cyclisme Formation & Stage |
| Nico Denz                    | 15-02-1994    | Duitsland     |                                     |
| Axel Domont                  | 07-08-1990    | Frankrijk     |                                     |
| Samuel Dumoulin              | 20-08-1980    | Frankrijk     |                                     |
| Hubert Dupont                | 13-11-1980    | Frankrijk     |                                     |
| Julien Duval                 | 27-05-1990    | Frankrijk     | Armée de Terre                      |
| Sondre Holst Enger           | 17-12-1993    | Noorwegen     | IAM Cycling                         |
| Mathias Frank                | 09-12-1986    | Zwitserland   | IAM Cycling                         |
| Ben Gastauer                 | 14-11-1987    | Luxemburg     |                                     |
| Cyril Gautier                | 26-09-1987    | Frankrijk     |                                     |
| Alexandre Geniez             | 02-09-1988    | Frankrijk     | FDJ                                 |
| Alexis Gougeard              | 05-03-1993    | Frankrijk     |                                     |
| Hugo Houle                   | 27-09-1990    | Canada        |                                     |
| Quentin Jauregui             | 22-04-1994    | Frankrijk     |                                     |
| Pierre Latour                | 12-10-1993    | Frankrijk     |                                     |
| Matteo Montaguti             | 06-01-1984    | Italië        |                                     |
| Oliver Naesen                | 16-09-1990    | België        | IAM Cycling                         |
| Nans Peters                  | 12-03-1994    | Frankrijk     | Chambéry Cyclisme Formation & Stage |
| Domenico Pozzovivo           | 30-11-1982    | Italië        |                                     |
| Christophe Riblon            | 17-01-1981    | Frankrijk     |                                     |
| Stijn Vandenbergh            | 25-04-1984    | België        | Etixx-Quick Step                    |
| Alexis Vuillermoz            | 01-06-1988    | Frankrijk     |                                     |
| Stagiairs                    |               |               |                                     |
| Aurélien Doleatto            | 20-03-1997    | Frankrijk     | Chambéry Cyclisme Formation         |
| Kevin Geniets                | 09-01-1997    | Luxemburg     | Chambéry Cyclisme Formation         |
| Clément Russo                | 20-01-1995    | Frankrijk     | Probikeshop-Saint-Etienne Loire     |

## Overwinningen
Ronde van de Haut-Var
1e etappe: Samuel Dumoulin
Ronde van de Provence
2e etappe: Alexandre Geniez
Ronde van de Alpen
4e etappe: Matteo Montaguti
Grote Prijs van Plumelec
Winnaar: Alexis Vuillermoz
Ronde van Zwitserland
6e etappe: Domenico Pozzovivo
Nationale kampioenschappen wielrennen
België - wegrit: Oliver Naesen
Frankrijk - tijdrit: Pierre Latour
Ronde van Frankrijk
12e etappe: Romain Bardet
Polynormande
Winnaar: Alexis Gougeard
Ronde van de Ain
4e etappe: Alexandre Geniez
Ronde van de Limousin
2e etappe: Alexis Vuillermoz
3e etappe: Cyril Gautier
Eindklassement: Alexis Vuillermoz
GP van Isbergues
Winnaar: Benoît Cosnefroy
Ronde van de Drie Valleien
Winnaar: Alexandre Geniez
Parijs-Bourges
Winnaar: Rudy Barbier
2000 · 2001 · 2002 · 2003 · 2004 · 2005 · 2006 · 2007 · 2008 · 2009 · 2010 · 2011 · 2012 · 2013 · 2014 · 2015 · 2016 · 2017 · 2018 · 2019 · 2020 · 2021 · 2022 · 2023 · 2024 · 2025
AG2R-La Mondiale · Astana Pro Team · Bahrain-Merida · BMC Racing Team · BORA-hansgrohe · Cannondale-Drapac · Team Dimension Data · FDJ · Katjoesja-Alpecin · Team LottoNL-Jumbo · Lotto Soudal · Movistar Team · Orica-Scott · Quick Step · Team Sky · Team Sunweb · Trek-Segafredo · UAE Team Emirates